# Callia lineatula
Callia lineatula är en skalbaggsart som beskrevs av Lane 1973. Callia lineatula ingår i släktet Callia och familjen långhorningar. Inga underarter finns listade.